# Aurine-hágó
Az Aurine-hágó vagy Aurine-nyereg, olaszul: Forcella Aurine, egy 1.299 m magasságban fekvő hegyi közúti hágó az olasz Dolomitok délkeleti részén, az Feltrei-Dolomitokban, Belluno megyében, Veneto régióban, Trentino-Dél-Tirol régió délkeleti határának közelében, összeköti a délnyugati Molini-völgyben fekvő Gosaldo községet az északkeleti Sarzana-völgyben fekvő Voltago Agordino községgel, illetve az Agordino-völgy további részeivel.

## Fekvése
Az Aurine-nyereg a 2872 m magas Monte Agner (Agnèr) déli lejtőjén, egy fennsíkon fekszik. A Monte Agner tömbjét a tőle északra emelkedő Pala-csoporttól (a Pale di San Martinótól és a Pale di San Lucanótól) a Tegnas-patak völgye választja el.
Az Aurine nyeregtől délre egy alacsony hegyhát húzódik délnyugat-északkelet irányban, a hágó útjával párhuzamosan, ettől délre fekszik az Aurina-hágónál alacsonyabb, 998 m magas Franche-hágó, ennek keskeny útja párhuzamos az Aurine-hágó útjával, de csak nyáron járható.
A Franche-hágótól délre a Bellunói-Dolomitok hegycsoportja és Bellunói Nemzeti Park területe fekszik, legmagasabb csúcsai a Piz di Mezzodí hegycsúcs (2240 m), és a Monti del Sole (2140 m). Ezt a hegycsoportot délnyugaton a Mis-patak (torrente de Mis) völgye, északkeleten a Cordévole-patak völgye fogja közre. A Mis-völgy felső végében, Trentino és Belluno megyék határán van Sagron Mis község, ide érkezik nyugat felől a Cereda-hágóról ereszkedő 346. sz. út, amely kelet felé továbbhalad a Molini-völgyben fekvő Gosaldo községbe, az itt folyó patak délkelet felé folyik, és a Mis patakba torkollik. Az Aurine-hágó (és a vele párhuzamos Franche-hágó) emelkedője innen indul, mindkét út északkelet felé átvezet a Cordevole-patak völgyébe, az Agordino vidékre.

## Közlekedése
Ez az út a Fierai-Dolomitokban három hágón megy keresztül. Délnyugati vége Fiera di Primierónál ágazik ki a Cismon-völgyben futó SS50. sz. főútból, innen északkelet felé haladva átmegy a Cereda-hágón át a Mis-völgybe, a megye- és régióhatáron fekvő Sagron Mis és a vele szomszédos Molini-völgyi Gosaldo községen át Venetóba, innen fel az Aurine-hágóra, majd meredek szerpentinúton le az Agordino-völgybe, Agordo városába. La Valle Agordina községből a 347. sz. út a Duran-hágón át a Zoldo-völgybe vezet, onnan tovább vezet majd le a Zoldo-völgybe. Forno di Zoldótól keletre az út a Zoldo-völgyi Dolomitok területén halad tovább északkeletnek, a Cibiana-hágón át a Cadore-vidék felé.

## Történelme
Az Aurine-hágó egészen 1921-ig, az első vendégfogadó építéséig lakatlan vidék volt, az átjárót csak a nyájaikkal vándorló pásztorok használták. Az 1880-as években építettek egy állandó szálláshelyet, de az 1929-ben teljesen leégett. Az első világháború alatt az olasz hadsereg katonai utánpótlási utat épített. Ennek nyomai ma is láthatók, az 1960-as években épült állami főútvonal mai nyomvonalának szomszédságában. A turizmus fellendülésével a hágó infrastruktúrája javult, a hágó frekventált turistaközponttá fejlődött.

## Turizmus, sport
Az Aurine-hágótetőn néhány vendégfogadó és egy síközpont (Aurine sci) üzemel, innen néhány sílift és egy hegyi felvonó visz fel a Monte Agner oldalába. Ezeket Marcello De Dorigo egykori sifutó létesítette. A liftek hegyállomásánál, 1734 m magasan van a Scarpa menedékház.
A Scarpa-menedékházból indulnak a hegymászók a Monte Agnér déli falának megmászására. A menedékház mellett halad el a 2. sz. Dolomiti magashegyi túraút, amelynek itteni szakasza a Pala-csoporttól vezet le az Agordina-völgyi Taibon Agordino községbe.